# Kanton Allos-Colmars
Kanton Allos-Colmars (fr. Canton de Barcelonnette) – kanton w okręgu Castellane, departamencie Alpy Górnej Prowansji (fr. Alpes-de-Haute-Provence), w regionie Prowansja-Alpy-Lazurowe Wybrzeże (fr. Provence-Alpes-Côte d’Azur). Kod INSEE:0407. W jego skład wchodzi 6 gmin:
- Colmars,
- Allos,
- Beauvezer,
- Thorame-Basse,
- Thorame-Haute,
- Villars-Colmars[3].

W kantonie w 2011 roku zamieszkiwało 2106 osób, w tym 1104 mężczyzn i 1002 kobiety.